# V8 (Markenname)

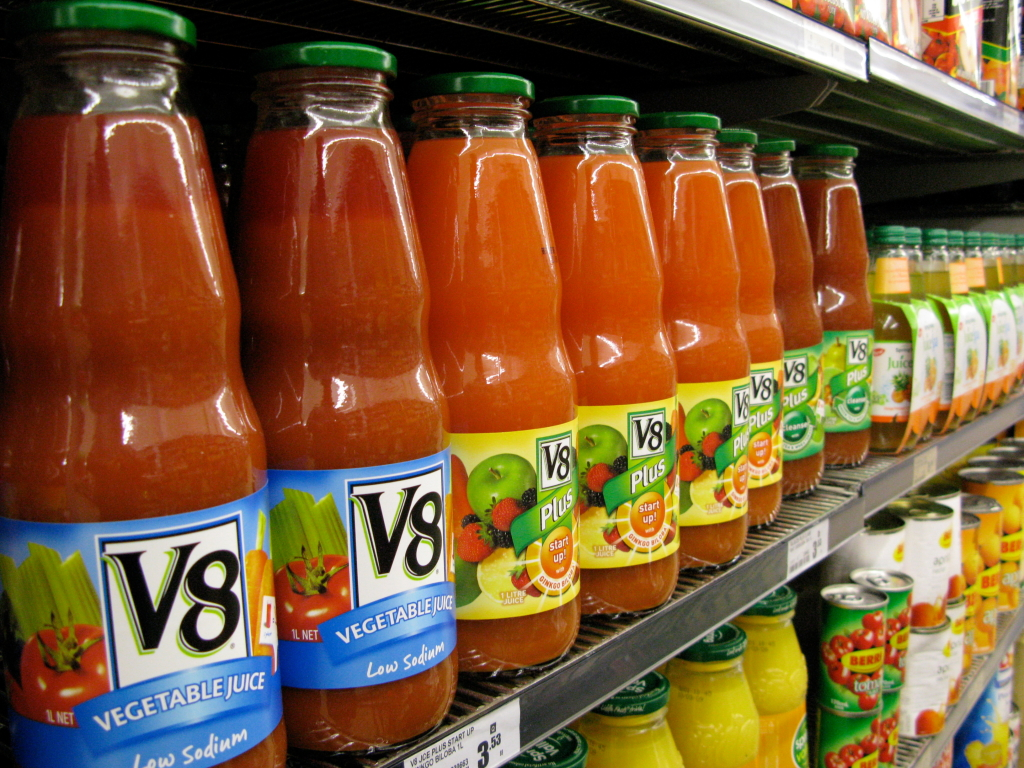
V8 im Saftregal

V8 ist eine US-amerikanische Marke des Unternehmens Continental Foods für Gemüsesaft.
Der Saft wurde seit 1933 durch das frühere Unternehmen W.G. Peacock (1896–1948) hergestellt, dem Gründer der New England Products Company, später durch die Campbell Soup Company. Der Name „V8“ leitet sich aus dem Begriff vegetable, englisch für Gemüse, und den acht Gemüsesorten ab, aus denen der Saft besteht: Tomaten, Rote Beete, Sellerie, Karotten, Salat, Petersilie, Brunnenkresse und Spinat.
Der Tomatensaft ist mit 87 % Hauptbestandteil. Er wird durch ein Konzentrat der weiteren Gemüse gefärbt und gewürzt.